# Полин однорічний
Полин однорічний або цінхао (Artemisia annua, кит.: 青蒿, піньїнь: qīnghāo) — поширений вид полину, рідний для помірних районів Азії, зараз інтродукований у багато інших регіонів світу.

## Опис

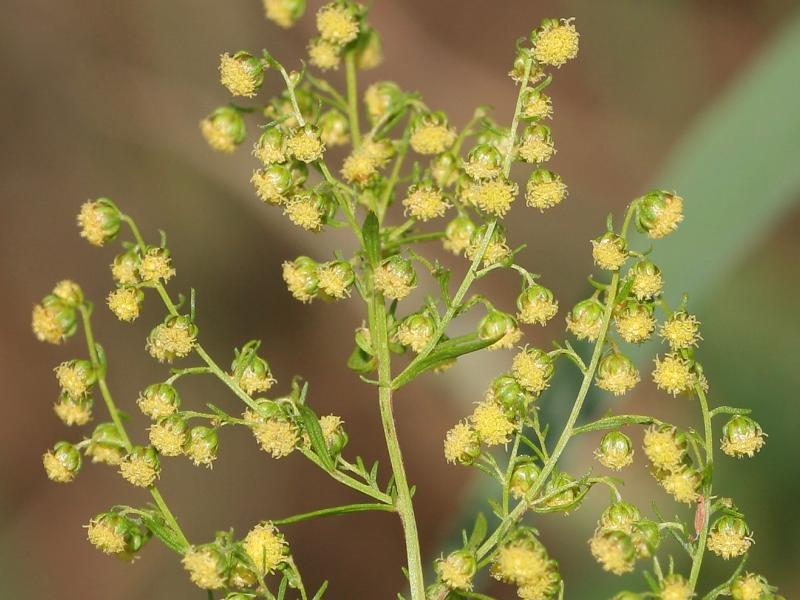
Квітки полину однорічного

Ця рослина має папоротєподібне листя та запах, який нагадує камфору. Стебло єдине, досягає 2 м заввишки. Гілки та листя чергуються, листя 2,5-5 см завдовжки. Запилюється перехресно вітром або комахами. Рослина диплоїдна, число хромосом 2n=18.

## Практичне використання
Традиційно рослина використовувалася в традиційній китайській медицині для лікування гарячки різного походження, зокрема при малярії. Хоча ефективність екстрактів у лікуванні малярії була продемонстрована, а з них виділений активний компонент, артемізинін, ефективність використання рослини традиційними методами залишається спірною, зокрема через нерозчинність артемізиніна у воді.
У 2015 році китайська хімік та фармацевт Ту Юю отримала Нобелівську премію з фізіології або медицини за відкриття та застосування артемізиніну як препарату для лікування малярії. Дослідження підтвердили антиракові властивості полину однорічного.